# Mistrzostwa Europy w Wioślarstwie 2009 – ósemka mężczyzn
Ósemka mężczyzn (M8+) – konkurencja rozgrywana podczas Mistrzostw Europy w Wioślarstwie 2009 w Brześciu między 18 a 20 września.

## Harmonogram konkurencji
| Wydarzenie                  | Runda      |
| --------------------------- | ---------- |
| Piątek, 18 września 2009    | Eliminacje |
| Sobota, 19 września 2009    | Repasaże   |
| Niedziela, 20 września 2009 | Finał B    |
| Niedziela, 20 września 2009 | Finał A    |

## Medaliści
| Złoto | Srebro | Brąz |
| Polska · Patryk Brzeziński · Jarosław Godek · Michał Szpakowski · Krystian Aranowski · Piotr Hojka · Marcin Brzeziński · Wojciech Gutorski · Mikołaj Burda · Daniel Trojanowski | Ukraina · Andrij Pryweda · Serhij Bazylew · Anton Cholaznykow · Wałentyn Kłećkoj · Andrij Jakymczuk · Dmytro Prokopenko · Andrij Szpak · Serhij Czykanow · Ołeksandr Konowaluk | Francja · Julien Desprès · Adrien Hardy · Pierre-Jean Peltier · Jean-Baptiste Macquet · Germain Chardin · Benjamin Rondeau · Sébastien Lenté · Dorian Mortelette · Benjamin Manceau |

## Wyniki

### Eliminacje
Reguła kwalifikacji: 1-2 → FA, 3.. → R

#### Eliminacje 1
| Miejsce | Zawodnik | Kraj      | Czas    | Uwagi |
| ------- | --- | --------- | ------- | ----- |
| 1       | Julien Desprès Adrien Hardy Pierre-Jean Peltier Jean-Baptiste Macquet Germain Chardin Benjamin Rondeau Sébastien Lenté Dorian Mortelette Benjamin Manceau | Francja   | 5:40,11 | FA    |
| 2       | Patryk Brzeziński Jarosław Godek Michał Szpakowski Krystian Aranowski Piotr Hojka Marcin Brzeziński Wojciech Gutorski Mikołaj Burda Daniel Trojanowski    | Polska    | 5:41,99 | FA    |
| 3       | Rauno Talisoo Alo Kuslap Sten Villmann Martin Absalon Artur Maier Alvar Räägel Jaan Laos Andrus Sabiin Siim Schvede                                       | Estonia   | 5:51,86 | R     |
| 4       | Ante Janjić Niko Bujas Dražen Čulin Mate Moguš Josip Stojčević Lenko Dragojević Branko Begović Marin Begović Matej Čeh                                    | Chorwacja | 5:55,96 | R     |
| 5       | Florin Lauric Aurelian Stoica George Robu Gheorghita Munteanu Petru Codau Gheorghe Oros Iulian Arba Catalin Todirenchi Bogdan Codrici                     | Rumunia   | 6:02,93 | R     |

#### Eliminacje 2
| Miejsce | Zawodnik | Kraj     | Czas    | Uwagi |
| ------- | --- | -------- | ------- | ----- |
| 1       | Andrij Pryweda Serhij Bazylew Anton Cholaznykow Wałentyn Kłećkoj Andrij Jakymczuk Dmytro Prokopenko Andrij Szpak Serhij Czykanow Ołeksandr Konowaluk      | Ukraina  | 5:45,36 | FA    |
| 2       | Romano Battisti Marco Resemini Raffaello Leonardo Pierpaolo Frattini Dario Dentale Francesco Fossi Niccolò Mornati Lorenzo Carboncini Gaetano Iannuzzi    | Włochy   | 5:49,20 | FA    |
| 3       | Pawieł Czekłyszkin Andriej Stolarow Aleksiej Ryżykow Igor Borozdinow Gieorgij Jefriemienko Danił Wojnow Roman Wiesiełkin Siergiej Babajew Pawieł Safonkin | Rosja    | 5:54,13 | R     |
| 4       | Michaił Kabral Raman Partuhalau Alaksiej Patupczyk Iwan Charytanczuk Kirył Żukau Walancin Hres Jauhien Alachnowicz Dzianis Dzianisau Piotr Piatrynicz     | Białoruś | 6:02,04 | R     |

### Repasaże
Reguła kwalifikacji: 1-2 → FA, 3... → FB
| Miejsce | Zawodnik | Kraj      | Czas    | Uwagi |
| ------- | --- | --------- | ------- | ----- |
| 1       | Rauno Talisoo Alo Kuslap Sten Villmann Martin Absalon Artur Maier Alvar Räägel Jaan Laos Andrus Sabiin Siim Schvede                                       | Estonia   | 5:42,93 | FA    |
| 2       | Florin Lauric Aurelian Stoica George Robu Gheorghita Munteanu Petru Codau Gheorghe Oros Iulian Arba Catalin Todirenchi Bogdan Codrici                     | Rumunia   | 5:45,20 | FA    |
| 3       | Pawieł Czekłyszkin Andriej Stolarow Aleksiej Ryżykow Igor Borozdinow Gieorgij Jefriemienko Danił Wojnow Roman Wiesiełkin Siergiej Babajew Pawieł Safonkin | Rosja     | 5:45,70 | FA    |
| 4       | Ante Janjić Niko Bujas Dražen Čulin Mate Moguš Josip Stojčević Lenko Dragojević Branko Begović Marin Begović Matej Čeh                                    | Chorwacja | 5:48,85 | FA    |
| 5       | Michaił Kabral Raman Partuhalau Alaksiej Patupczyk Iwan Charytanczuk Kirył Żukau Walancin Hres Jauhien Alachnowicz Dzianis Dzianisau Piotr Piatrynicz     | Białoruś  | 5:56,13 | FB    |

### Finał B
| Miejsce | Zawodnik | Kraj      | Czas    | Uwagi |
| ------- | --- | --------- | ------- | ----- |
| 1       | Ante Janjić Niko Bujas Dražen Čulin Mate Moguš Josip Stojčević Lenko Dragojević Branko Begović Marin Begović Matej Čeh                                    | Chorwacja | 5:52,88 |       |
| 2       | Pawieł Czekłyszkin Andriej Stolarow Aleksiej Ryżykow Igor Borozdinow Gieorgij Jefriemienko Danił Wojnow Roman Wiesiełkin Siergiej Babajew Pawieł Safonkin | Rosja     | 5:53,37 |       |
| 3       | Michaił Kabral Raman Partuhalau Alaksiej Patupczyk Iwan Charytanczuk Kirył Żukau Walancin Hres Jauhien Alachnowicz Dzianis Dzianisau Piotr Piatrynicz     | Białoruś  | 6:03,09 |       |

### Finał A
| Miejsce | Zawodnik | Kraj    | Czas    | Uwagi |
| ------- | --- | ------- | ------- | ----- |
|         | Patryk Brzeziński Jarosław Godek Michał Szpakowski Krystian Aranowski Piotr Hojka Marcin Brzeziński Wojciech Gutorski Mikołaj Burda Daniel Trojanowski    | Polska  | 5:43,80 |       |
|         | Andrij Pryweda Serhij Bazylew Anton Cholaznykow Wałentyn Kłećkoj Andrij Jakymczuk Dmytro Prokopenko Andrij Szpak Serhij Czykanow Ołeksandr Konowaluk      | Ukraina | 5:45,66 |       |
|         | Julien Desprès Adrien Hardy Pierre-Jean Peltier Jean-Baptiste Macquet Germain Chardin Benjamin Rondeau Sébastien Lenté Dorian Mortelette Benjamin Manceau | Francja | 5:47,50 |       |
| 4       | Rauno Talisoo Alo Kuslap Sten Villmann Martin Absalon Artur Maier Alvar Räägel Jaan Laos Andrus Sabiin Siim Schvede                                       | Estonia | 5:49,26 |       |
| 5       | Romano Battisti Marco Resemini Raffaello Leonardo Pierpaolo Frattini Dario Dentale Francesco Fossi Niccolò Mornati Lorenzo Carboncini Gaetano Iannuzzi    | Włochy  | 5:49,59 |       |
| 6       | Florin Lauric Aurelian Stoica George Robu Gheorghita Munteanu Petru Codau Gheorghe Oros Iulian Arba Catalin Todirenchi Bogdan Codrici                     | Rumunia | 6:03,67 |       |